# Kristotomus yakui
Kristotomus yakui är en stekelart som först beskrevs av Tohru Uchida 1932.  Kristotomus yakui ingår i släktet Kristotomus och familjen brokparasitsteklar. Inga underarter finns listade i Catalogue of Life.